# Kopisten
Kopisten er en dansk kortfilm fra 1999 med instruktion og manuskript af Christian Tafdrup, der også spiller hovedrollen i den satiriske film.

## Handling
Det er den unge Christian Tafdrups (Tafdrup selv) største ønske at blive rigtig filminstruktør. Han møver sig ind på det velrenommerede selskab Zentropa, hvor han oven i købet er heldig at møde den berømte Lars von Trier (von Trier selv), der dog ikke har mange positive ord til overs for Tafdrup. Tafdrup bilder håbefulde unge kvinder ind, at han faktisk er instruktør, og han får dem derfor til at møde op til prøvefilmning.

## Medvirkende
I filmen medvirker blandt andre:
- Christian Tafdrup - sig selv
- Mia Hørlyck Mogensen - sig selv
- Juan Bastian - café-ven
- Jens Bald - smart fyr
- Louise Kruse - første kontorpige
- Casper Holm - ung filminstruktør
- Petina Arskog - anden kontorpige
- Lars von Trier - sig selv
- Mette Nelund - kontorpersonale
- Sidsel Hybschmann - kontorpersonale
- Camilla Einfeldt - skuespiller på tv
- Lene Seested - tv-caster
- Sidsel Keiding - første pige
- Katrine Mørkebjerg - anden pige
- Anne Nowak - tredje pige

## Baggrund
Christian Tafdrup havde som gymnasieelev et fritidsjob på kontoret hos Zentropa. Her var det muligt for ansatte at låne udstyr, der ikke var i brug, og det gjorde Tafdrup. Sammen med en række venner lavede han den lille selvbiografiske film, Kopisten, hvor han både var manuskriptforfatter, skuespiller og instruktør. Det var hans instruktørdebut.

## Betydning
Den daværende dramachef i DR, Ingolf Gabold, så tilfældigvis Kopisten og foreslog Tafdrup at lave en film mere. Det blev til Debutanten (2002). På samme tid var han i gang med skuespilleruddannelsen, som han afsluttede i 2003.